# Hovby ängar
Hovby ängar är ett naturreservat i Kristianstads kommun i Skåne län.
Området är naturskyddat sedan 2007 och är 845 hektar stort. Reservatet består av strandängar invid västra Hammarsjön.